# Ожика багатоквіткова
{{#ifeq:0|0|{{#if:|{{#if:Luzulamultiflora|[[]}}|}}}}
Ожи́ка багатоквітко́ва (Luzula multiflora) — вид трав'янистих багаторічних рослин родини ситникові (Juncaceae).

## Опис
Кореневища короткі або відсутні. Стебла прямовисні, заввишки до 60 см. Листочки оцвітини ланцетні, бурі, зовнішні завдовжки 2,6–3,3(3,5) мм. Плоди — обернено-яйцюваті, гладкі коробочки, від коротших до трохи довших оцвітини, від блідо- до темно-коричневих; сегменти коробочки завдовжки 1,9–2,8 мм. Насіння від довгасто-яйцеподібного до еліпсоїдно-яйцеподібного, завдовжки 0,8–1,2 мм, завширшки 0,6–0,9 мм; придатки завдовжки 0,2–0,4(0,5) мм.

## Поширення
Північна Америка (Сен-П'єр і Мікелон, Гренландія, Канада, США); Євразія (у тому числі Україна); Північна Африка (Алжир, Марокко, Туніс); Південна Америка (Коста-Рика, північний схід Аргентини). Населяє луки пустища, болота, ліси на кислих ґрунтах.
В Україні зростає на луках, у лісах, серед чагарників — у лісових районах і Лісостепу.

## Галерея

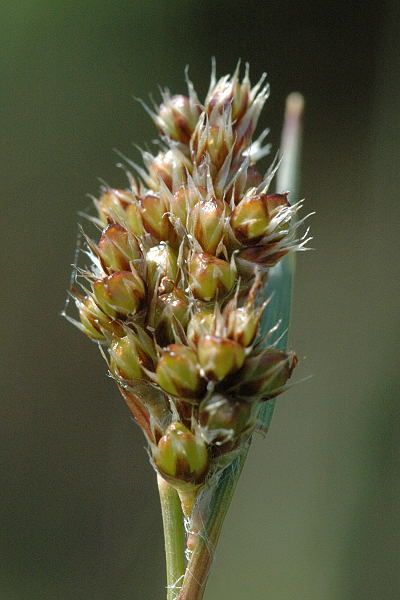
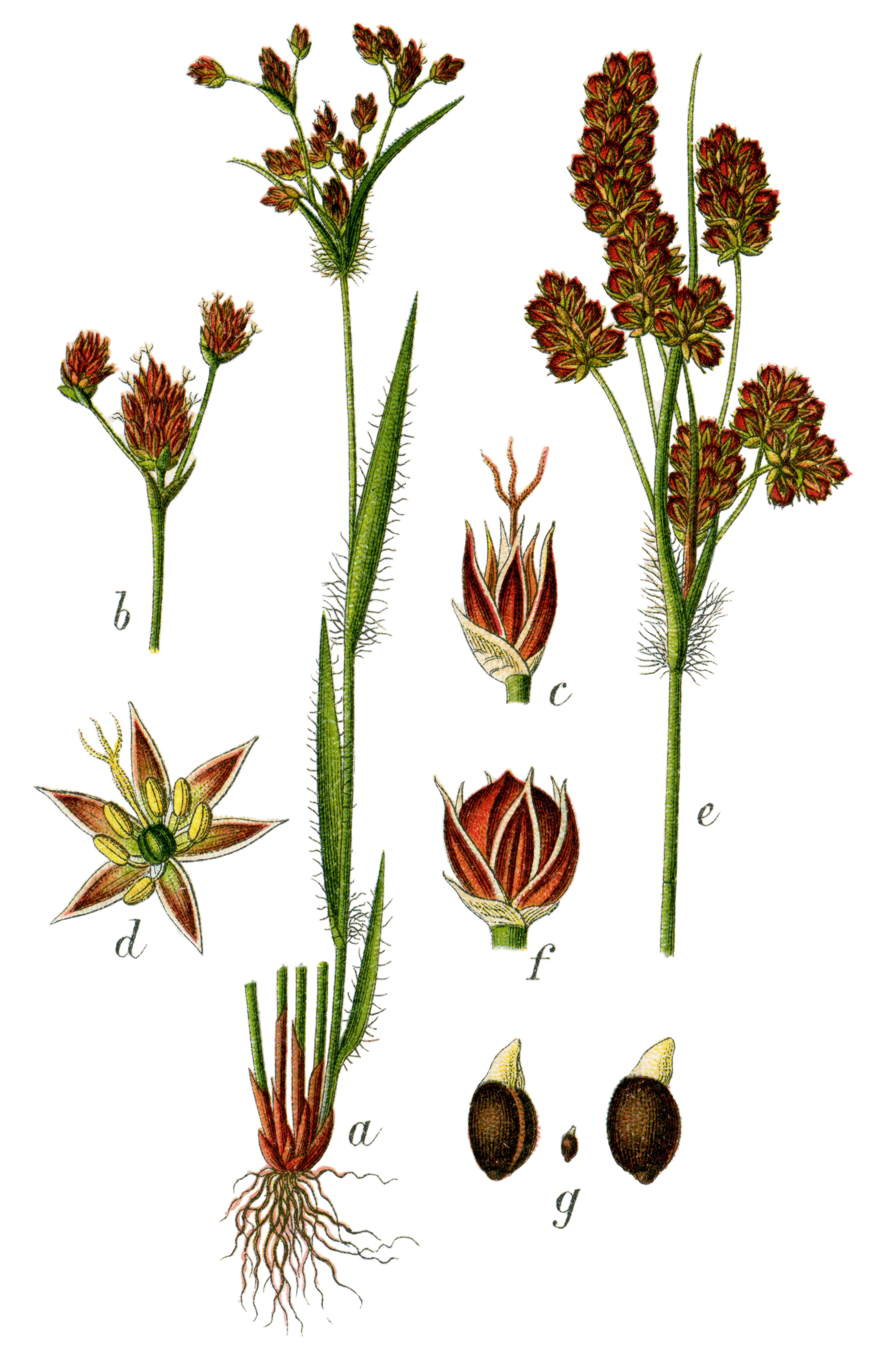